# Nikolaos Andriakopulos
Nikolaos Andriakopulos (ur. 1878 w Patras, Grecja, zm. ?) – grecki gimnastyk, zdobywca złotego i srebrnego medalu na igrzyskach olimpijskich w 1896 roku w Atenach.
Złoty medal zdobył indywidualnie we wspinaczce po linie. Pokonał swojego rodaka Tomasa Ksenakisa, szybciej pokonując dystans 14 metrów (tyle miała lina). Andriakopoulos skończył w 23.4 s, pozbawiając kolegę z reprezentacji szans na zwycięstwo. Srebrny medal wywalczył w drużynie w ćwiczeniach na drążku. W późniejszym okresie skończył studia prawnicze i został notariuszem.
Był mistrzem Grecji we wspinaczce po linie (także w 1896) oraz w zapasach.